# Společná zemědělská politika

Společná zemědělská politika

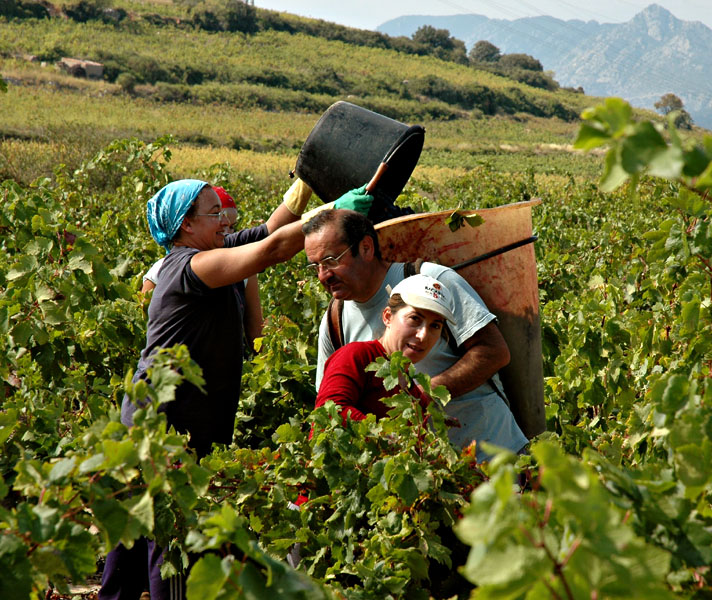
Francie je největším příjemcem zemědělských dotací

Společná zemědělská politika (SZP; anglicky: Common Agricultural Policy – CAP; francouzsky: Politique agricole commune – PAC) v rámci Evropské unie je zaměřena na zajištění produkce potravin, jejich export, rozvoj zemědělství a venkova a zabezpečení životní úrovně zemědělců. Obecně je definována v článcích 38-44 Smlouvy o fungování Evropské unie a posléze v příslušných aktech sekundárního unijního práva a dalších pramenech.
Jedná se o jednu z nejstarších a zároveň nejkontroverznějších politik EU. Společná zemědělská politika představuje významnou finanční zátěž a bývá jí rovněž vytýkána podpora nemoderních postupů, vynucování vysokých standardů a produkce potravin s vysokými náklady, což vede k nutnosti dotací. Rovněž představuje ohnisko mezinárodních sporů, kde naráží na problém deformování světového trhu. Podíl SZP na rozpočtu EU se postupně snižuje ze 73 % v roce 1985 na 37 % roku 2017. Nicméně roku 1985 byly výdaje (přes Evropský zemědělský garanční a podpůrný fond – EAGGF) přibližně 20 miliard ECU, kdežto roku 2006 přes 45 miliard EUR. Roku 2017 byly výdaje okolo 50 miliard EUR.
Společná zemědělská politika úzce souvisí se společnou rybolovnou politikou.

## Společná zemědělská politika v EHS
Společná zemědělská politika byla jednou ze základních politik již v Evropském hospodářském společenství na základě Římské smlouvy z roku 1957. Zde byly vymezeny její hlavní zásady:
- zvýšení produkce zemědělské výroby
- zajištění odpovídající životní úrovně venkova
- stabilizace trhů
- zajištění spolehlivosti dodávek
- zajištění přiměřených cen

Vypracování konkrétních zásad a mechanismů posléze bylo cílem konference ve Strese v roce 1958. Zde byly jako hlavní nástroj regulace určeny ceny (navrhované Komisí a schvalované Radou). Byly zde rovněž vypracovány základní principy zemědělské politiky:
- jednota trhu (společná zemědělská politika součástí společného trhu)
- preference Společenství (omezit import, upřednostnit „vlastní“ zboží)
- určení zásad finanční solidarity (rozložení nákladů politiky mezi členské státy)

### Kompenzační princip
SZP byla budována na tzv. kompenzačním principu – průmyslové státy byly nuceny odebírat drahé potraviny od agrárních států a toto mělo být kompenzováno volným pohybem zboží. Ceny ve Společenství však postupně rostly a pro průmyslové státy tak docházelo ke snižování této kompenzace, jejich postavení se tedy zhoršovalo. Zavedení SZP mělo naopak pozitivní dopad na zemědělské státy, rozvoj agrárního odvětví a v neposlední řadě se státy přenesením odpovědnosti na evropské instituce mohly zbavit nevděčné role při rozhodování o těchto kontroverzních otázkách.

## Nástroje SZP

### Variabilní přirážky
Cílem variabilních přirážek byla ochrana vnějších hranic před levným dovozem a zároveň umožnění vývozu nadprodukce. Byly představovány cly a dovozními přirážkami, jež měly vyrovnat rozdíl „vnější“ a „místní“ ceny. Vývozce naopak mohl získat vývozní náhrady (opět srovnání rozdílu cen). Tento systém se jednak moc nelíbil průmyslovým státům Společenství, jednak byl zdrojem konfliktů i s dalšími státy ve světě – bylo mu vytýkáno bránění přístupu na evropský trh a deformace cen na světových trzích (porušování volné soutěže).

### Zvláštní refundace a nepřímé dotace
Tyto nástroje směřovaly ke kompenzaci odběratelům nutnost zpracovávat drahou produkci SZB, jinak by konečný výrobek mohl být ve světě neprodejný.

### Ceny
Ceny byly v EHS navrhovány Komisí a jednomyslně přijímány Radou. Ceny lze rozlišit na několik typů:
- cílová cena – stanovená hodnota zboží v EHS, ovlivňuje cenu pro spotřebitele
- prahová cena – nejnižší možná cena, za kterou lze dovézt konkurenční výrobek ze zahraničí (ke srovnání rozdílu mezi hodnotou produktu z EHS a cizím; rovněž k výpočtu dovozního cla)
- minimální cena – minimální hodnota, za kterou je Společenství ochotno odkoupit produkci od zemědělců v případě poklesu tržní ceny při nízké poptávce (k lepší přípravě produkční strategie zemědělců)

V 80. letech se výrazně projevily problémy garantovaných cen, kdy situace vedla téměř k bankrotu EHS. Situace rovněž vedla k protežování velkých výrobců. Hlavním problémem však bylo trvalé narůstání cen pro spotřebitele, neboť nebyla respektována situace na trhu, navíc docházelo ke vzniku výrazné nadprodukce.

### Nákup do skladů
Jednou z možností, jak řešit nadprodukci ve Společenství, byl nákup zboží do skladů (mražení, konzervace). Toto však k vyřešení problému nestačilo.

### Export
Další cestou, jak se zbavit nadprodukčního zboží, byl jeho vývoz. Zde byl však problém nutnosti vývozních refundací (zboží ze Společenství drahé). U některých druhů výrobků tak bylo levnější potraviny zničit.

## Financování společné zemědělské politiky
Od konference ve Strese je uplatňován princip solidarity. Problematiku SZP řešil Evropský zemědělský orientační a záruční fond (EAGGF). V 70. letech byly rozpočtovými smlouvami zavedeny vlastní příjmy společenství, které umožnily krytí SZP. EAGGF zajišťoval dvě oblasti:
- sektor záruk (garanční) – dnes tvoří 92 % prostředků fondu
- rozvojová sekce – restrukturalizace a nové trendy, 8 % prostředků

## Změny v SZP od 60. let (Mansholt)
Prvotní koncepce SZP nebyla efektivní, úsilí o změny však vždy naráželo na úsilí některých států a zájmových skupin o zachování pro ně výhodného stavu a oddálení reforem (např. COPA – zájmový svaz zemědělců). S podobnými tlaky se Rada nebyla schopna vyrovnat, což vedlo k ustupování až do neudržitelné podoby. Přitom již od vzniku SZP se počítalo s její brzkou restrukturalizací a výchozí stav byl považován za dočasný.

### Mansholtův plán
V roce 1968 vydala Komise dokument Zemědělství 1980 (komisař pro zemědělství Mansholt). Počítalo se se zastavením růstu společných cen a jejich částečným nahrazením přímými dotacemi a individuální podporou zemědělců. Tento plán se však setkal s negativní reakcí a nátlakem ze strany příslušných zájmových skupin. Komise nakonec ve věci plánu nezískala ani podporu Rady (odpůrcem bylo kromě zemědělských států např. i Německo).

### Zelené měny
V roce 1969 devalvoval frank vůči dolaru, na což Francie reagovala k Radě požadavkem adekvátního navýšení zemědělských cen. Frank byl v oblasti zemědělských cen tedy dočasně považován za nedevalvovaný (tzv. zelený frank, později další měny). Lišila se však hodnota produkce ve skutečné a zelené měně, což tvořilo prostor pro spekulace. V roce 1971 tak byly raději zavedeny měnové kompenzační dávky. Ačkoliv zelené měny měly představovat dočasný jev, byly plně odstraněny až s měnovou integrací.

### Dohoda z Fontainbleau
V souvislosti s jižním rozšířením vzrostl i tlak na řešení tzv. britského problému. Součástí balíku z Dohody z Fontainbleau v roce 1984 bylo zvýšení příjmů Společenství a snížení výdajů na SZP (dále návrat části příspěvků VB do rozpočtu Společenství), snížení garantovaných cen a pravidla pro spoluodpovědnost za nadprodukci.

### Zelená kniha Budoucnost zemědělství ve Společenství
Zelená kniha z roku 1985 navrhla omezení produkce vybraných položek, k větší rovnováze mezi příjmy a výdaji Společenství. Tento návrh však nebyl realizován. Náklady na SZP dále rostly o 18 % ročně. Následný světový pokles cen pšenice vedl ke krizi SZP a restriktivní cenové politice.

### Delorsův balík
V roce 1988 se evropské zemědělství již nacházelo na hranici rozpočtového kolapsu a byla nutná revize financování. Tato situace si vynutila snížení garantovaných cen a vznikaly kvóty proti nadprodukci, byly omezovány výdaje a uplatňovány kroky proti rozšiřování výroby (kompenzace za nevyužívání půdy). Tato politika vedla dočasně ke snížení nákladů SZP o 5 %, ale ceny ve světě nadále klesaly.

## Reforma SZP v 90. letech (McSharry)
Na počátku 90. let existovala nutnost razantněji řešit problémy SZP, stejně tak již bylo nutno směřovat k dokončení společného trhu. SZP se potýkala s tím, že přestala plnit své původní poslání a znamenala neúměrnou finanční zátěž. Zároveň byla zdrojem konfliktů mezi Společenstvím a světem, především GATT a USA. Příčiny nutnosti reformy tedy byly následující:
- vnitřní
  - rostoucí finanční požadavky SZP
  - potřeba dokončit společný trh
  - rostoucí zájem veřejnosti o problematiku, narůstající zemědělský environmentalismus
  - SZP přestala plnit své poslání (většina financí šla na vývozní dotace)
- vnější
  - jednání mezi ES, USA a GATT – problém rozdílu cenových hladin (hlavně Uruguayské kolo jednání v roce 1986)
  - sjednocení Německa, bližší kontakty s východní Evropou

### Návrh McSharryho reformy
Jako McSharryho reforma je označován návrh obsažený v dokumentech Rozvoj a budoucnost společné zemědělské politiky. Byla zde snaha o revizi cílů a prověření efektivity financování politiky. Původní cíl politiky stimulovat produkci měl již být splněn a měl tedy přijít čas na zvyšování kvality. Zároveň údajně nebyl splněn cíl zlepšení životních podmínek venkova (80 % prostředků mělo jít do rukou 20 % zemědělců). Rovněž byl negativně hodnocen vliv na životní prostředí.

### McSharryho reforma II
V roce 1992 došlo k modifikaci předchozího návrhu a byly navrženy tři obecné principy řešení:
- komplexní přístup při přidělování financí do SZP s ohledem na ostatní politiky
- zvyšovat produkci jen podaří-li se zvýšit odbyt
- respektovat zásady volného obchodu se zachováním základních principů SZP

### Spor Delorse a McSharryho
McSharry v roce 1992 vyjednával v USA. Předseda Komise Delors se obával nepřijatelnosti amerických podmínek a odvolal jej zpět. Zbytek komise však McSharryho počínání podpořil, což vedlo k pokračování vyjednávání.

### Dohoda z Blair house
Dohoda z Blair House z roku 1992 (v roce 1993 po modifikaci schválena Radou jako Dohoda z Blair House II) vedla k odblokování Uryguayského kola GATT, které bylo v roce 1994 uzavřeno. Jejím důsledkem byla liberalizace obchodu mezi Společenstvím a světem, snížení cel, zvýšení dovozu a redukce podporovaného vývozu.

### Principy reformy
Mezi principy reformy SZP byla ve finále zařazena:
- plošná redukce garantovaných cen
- kompenzace snížení garantovaných cen pomocí přímých plateb farmářům
- doprovodná opatření k extenzifikaci zemědělství a větší šetrnosti k životnímu prostředí
- plus zajištění odpovídajícího životního standardu zemědělců bez vazby na produkci (vytvoření sociálního programu, organizační změny, větší zapojení států; tj. zvýšení požadavků na administrativu)

### SZP v Agendě 2000
V rámci Agendy 2000 se do popředí dostala kromě podpory samotných zemědělců širší podpora venkova a životního prostředí vůbec (větší důraz na kvalitu a zdravotní nezávadnost produktů). Zároveň zazněla výzva ke zjednodušení legislativy, zvýšení transparentnosti politiky a pevnějšímu propojení mezi jednotlivými unijními politikami (zvláště regionální politika).

## Současný stav

### Fischlerova reforma
Návrh Fischlerovy reformy, vytvořen v roce 2003, počítal s několika základními kroky:
- oddělení přímých plateb od produkce (tím pádem odstranit pobídky k nadprodukci)
- zavedení systému křížové shody (nárok na přímé platby zemědělcům podmínit dodržováním legislativních pravidel ohledně životního prostředí)
- odsunutí prostředků z produkční části SZP do části rozvojové
- snížení intervenčních cen (omezení vazby mezi produkcí a finančními podporami)

Tento návrh vstoupil v platnost v roce 2005. Rovněž došlo k dalšímu posílení politiky rozvoje venkova. Byl zřízen Evropský zemědělský fond pro rozvoj venkova (EAFRD), který převzal část odpovědnosti od EAGGF. Ten byl přejmenován na Evropský zemědělský záruční fond (EAGF).

#### Kritika reformy SZP
Kritika směřovala jak ze strany farmářů (kteří se obávali o své příjmy), tak ze strany ekologických organizací (zde zase obava z příliš mírného příklonu k ekologickému zemědělství). Obecně bylo reformě vytýkáno několik bodů:
- příliš se nedotkla vnějších obchodních vztahů, tarifů a náhrad
- nadále přetrvávají problémy některých odvětví, přičemž staré mechanismy již nejsou funkční (např. půda ladem)
- vznikla nová negativa (např. nadměrná podpora nepotravinové produkce – problém biopaliv)
- problémy se Světovou obchodní organizací (restrikce na některé plodiny, např. banány; rovněž restrikce vůči geneticky modifikovaným plodinám)

V roce 2005 byla svolána konference ministrů v Hongkongu, kde byly předvedeny požadavky na postupné otevření trhu EU produktům ze světa. V roce 2006 byla obnovena debata o společné zemědělské politice.
V roce 2008 Komise zveřejnila konkrétní legislativní návrhy (změny přímých plateb, odstranění kvót na mléko, modifikace politiky rozvoje venkova, řešení vnějších vztahů).

### Reforma na období 2014-2020
Roku 2013 byla představena reforma na období do roku 2020. SZP je nicméně kritizována, že podporuje velké podniky oproti malým farmářům. SZP se snaží vytvářet levné produkty, jako v období poválečného nedostatku potravin, místo produktů kvalitních. Téměř pětina rozpočtu EU (většina rozpočtu na společnou zemědělskou politiku) jde na podporu chovu dobytka.

### Reforma na období 2021-2027
Nová SZP by měla zohledňovat ekologii a vést k udržitelnosti zemědělství. Se státy se ale předem neřešila. Europoslanci ve dne 21.10.2020 schválili pozměňovací návrh Společné zemědělské politiky, který žádá zastropování evropských dotací a hlavně vytvoření rejstříku konečných beneficientů. Návrh na zastropování a vytvoření rejstříku, tedy transparentnější vyplácení dotací, prosadila do Společné zemědělské politiky předsedkyně Výboru pro rozpočtovou kontrolu Monika Hohlmeierová. Žádný majitel zemědělského koncernu by podle schváleného návrhu nemohl dostat více než 500 tisíc eur na přímých dotacích a jeden milion eur na investičních dotacích. Zastropování dotací podporuje také Evropská komise a předá ho na jednání Evropské rady. I pro tato léta jsou nové země EU (tedy i ČR) diskriminovány menšími dotacemi a možností menšího podílu státních dotací, takže pro zemědělství v praxi Evropský jednotný trh neexistuje. Roku 2021 Evropská rada přijala politiku, která se bude uplatňovat v letech 2023-2027.
V roce 2021 tvořily dotace SZP 22 % příjmů evropských zemědělců, v České republice se jednalo o 30 %.